# Oscaruddelingen 1963
Oscaruddelingen 1963 var den 35. oscaruddeling, hvor de bedste film fra 1962 blev hædret af Academy of Motion Picture Arts and Sciences. Uddelingen blev afholdt 8. april i Santa Monica Civic Ausitorium i Santa Monica, Californien, USA. Det  var første gang Frank Sinatra var vært.
Skuespillerinden Patty Duke blev den første under 18 år der vandt en oscar.

## Priser
| Bedste Film | Bedste Instruktør |
| --- | --- |
| - Lawrence af Arabien - Den længste dag - The Music Man - Mytteri på Bounty - Dræb ikke en sangfugl | - David Lean – Lawrence af Arabien - Pietro Germi – Skilsmisse på Italiensk - Robert Mulligan – Dræb ikke en sangfugl - Arthur Penn – Helen Kellers triumf - Frank Perry – David og Lisa |
| Bedste Mandlige Hovedrolle | Bedste Kvindelige Hovedrolle |
| - Gregory Peck – Dræb ikke en sangfugl - Burt Lancaster – Manden fra Alcatraz - Jack Lemmon – Hektiske dage - Marcello Mastroianni – Skilsmisse på italiensk - Peter O'Toole – Lawrence af Arabien | - Anne Bancroft – Helen Kellers triumf - Bette Davis – Hvad blev der egentlig af Baby Jane - Katharine Hepburn – Long Day's Journey into Night - Geraldine Page – Ungdoms søde fugl - Lee Remick – Hektiske dage |
| Bedste Mandlige Birolle | Bedste Kvindelige Birolle |
| - Ed Begley – Ungdoms søde fugl - Victor Buono – Hvad blev der egentlig af Baby Jane - Telly Savalas – Manden fra Alcatraz - Omar Sharif – Lawrence af Arabien - Terence Stamp – Mytteri | - Patty Duke – Helen Kellers triumf - Mary Badham – Dræb ikke en sangfugl - Shirley Knight – Ungdoms søde fugl - Angela Lansbury – Kandidaten fra Manchuriet - Thelma Ritter – Manden fra Alcatraz |
| Bedste Originale Manuskript | Bedste Filmatisering |
| - Skilsmisse på italiensk – Ennio de Concini, Alfredo Giannetti og Pietro Germi - Som i et spejl – Ingmar Bergman - Hemmelige lidenskaber – Charles Kaufman og Wolfgang Reinhardt - I fjor i Marienbad – Alain Robbe-Grillet - Sig det med mink – Stanley Shapiro og Nate Monaster | - Dræb ikke en sangfugl – Horton Foote - Lawrence af Arabien – Robert Bolt - Helen Kellers triumf – William Gibson - Lolita – Vladimir Nabokov - David og Lisa – Eleanor Perry |
| Bedste Udenlandske Film | |
| - Søndage med Cybèle ( Frankrig) - Elektra ( Grækenland) - Le quattro giornate di Napoli ( Italien) - O Pagador de Promessas ( Brasilien) - Tlayucan (Skabelon:Lande data Maxico Mexico) | |
| Bedste Dokumentar | Bedste Korte Dokumentar |
| - Black Fox: The Rise and Fall of Adolf Hitler - Alvorada | - Dylan Thomas - The John Glenn Story - The Road to the Wall |
| Bedste Kortfilm | Bedste Korte Animationsfilm |
| - Heureux Anniversaire - Big City Blues - The Cadillac - The Cliff Dwellers - Pan | - The Hole - Icarus Montgolfier Wright - Now Hear This - Self Defense ... for Cowards - Symposium on Popular Songs |
| Bedste Originale Musik | Bedste Bearbejdede Musik |
| - Lawrence af Arabien – Maurice Jarre - Dræb ikke en sangfugl – Elmer Bernstein - Hemmelige lidenskaber – Jerry Goldsmith - Mytteri på Bounty – Bronislau Kaper - Kosakken Taras Bulba – Franz Waxman | - The Music Man – Ray Heindorf - Brødrene Grimms vidunderlige verden – Leigh Harline - Gigot – Michel Magne - Gypsy - Striptease-dronningen – Frank Perkins - Jumbo – George Stoll |
| Bedste Sang | Bedste Lydoptagelse |
| - "Days of Wine and Roses" fra Hektiske dage – Musik af Henry Mancini; Tekst af Johnny Mercer - "Love Song From Mutiny on the Bounty (Follow Me)" fra Mytteri på Bounty – Musik af Bronislau Kaper; Tekst af Paul Francis Webster - "Song From Two for the Seesaw (Second Chance)" fra To på vippen – Musik af André Previn; Tekst af Dory Langdon - "Tender Is the Night" fra Tender Is the Night – Musik af Sammy Fain; Tekst af Paul Francis Webster - "Walk on the Wild Side" fra Skøgernes hus – Musik af Elmer Bernstein; Tekst af Mack David | - Lawrence af Arabien – John Cox - Sig det med mink – Waldon O. Watson - På gensyn i Paris – Robert O. Cook - Hvad blev der egentlig af Baby Jane – Joseph D. Kelly - The Music Man – George R. Groves |
| Bedste Scenografi, Sort og Hvid | Bedste Scenografi, Farver |
| - Dræb ikke en sangfugl – Alexander Golitzen, Henry Bumstead og Oliver Emert - Vildfaren i Paris – George Davis, Edward Carfagno, Henry Grace og Dick Pefferle - Den længste dag – Ted Haworth, Leon Barsacq, Vincent Korda og Gabriel Bechir - Duen der befriede Rom – Hal Pereira, Roland Anderson, Sam Comer og Frank R. McKelvy - Hektiske dage – Joseph C. Wright og George James Hopkins | - Lawrence af Arabien – John Box, John Stoll og Dario Simoni - Brødrene Grimms vidunderlige verden – George Davis, Edward Carfagno, Henry Grace og Dick Pefferle - Sig det med mink – Alexander Golitzen, Robert Clatworthy og George Milo - The Music Man – Paul Groesse og George James Hopkins - Mytteri på Bounty – Hugh Hunt |
| Bedste Fotografering, Sort og Hvid | Bedste Fotografering, Farver |
| - Den længste dag – Jean Bourgoin and Walter Wottitz - Manden fra Alcatraz – Burnett Guffey - Hvad blev der egentlig af Baby Jane? – Ernest Haller - Dræb ikke en sangfugl – Russell Harlan - To på vippen – Ted McCord | - Lawrence af Arabien – Freddie Young - Hatari! – Russell Harlan - Gypsy - Striptease-dronningen – Harry Stradling - Mytteri på Bounty – Robert L. Surtees - Brødrene Grimms vidunderlige verden – Paul C. Vogel |
| Bedste Kostumer, Sort og Hvid | Bedste Kostumer, Farver |
| - Hvad blev der egentlig af Baby Jane? – Norma Koch - Hektiske dage – Don Feld - Manden der skød Liberty Valance – Edith Head - Helen Kellers triumf – Ruth Morley - Phaedra – Denny Vachlioti | - Brødrene Grimms vidunderlige verden – Mary Wills - Min geisha – Edith Head - The Music Man – Dorothy Jeakins - Gypsy - striptease-dronningen – Orry-Kelly - På gensyn i Paris – Bill Thomas |
| Bedste Klipning | Bedste Visuelle Effekter |
| - Lawrence af Arabien – Anne Coates - Den længste dag – Samuel E. Beetley - Mytteri på Bounty – John McSweeney, Jr. - Kandidaten fra Manchuriet – Ferris Webster - The Music Man – William Ziegler | - Den længste dag – Robert MacDonald and Jacques Maumont - Mytteri på Bounty – A. Arnold Gillespie og Milo Lory |

### Jean Hersholt Humanitarian Award
- Steve Broidy